# N.R.F.B
N.R.F.B (steht für Nuclear Raped Fuck Bomb) ist eine Hamburger Electropunk-Band von Jens Rachut und Schauspielerin Lisa Hagmeister, die als All-Star-Band fungiert. 

## Bandgeschichte
N.R.F.B wurde 2011 parallel zu den letzten Veröffentlichungen von Kommando Sonne-nmilch gegründet. Zur Ursprungsbesetzung gehörten Jens Rachut und Lisa Hagmeister, die sich den Gesang teilen,  Gitarrist und Bassist Thomas Wenzel (Die Sterne und Die Goldenen Zitronen), Schlagzeuger Mense Reents (Goldene Zitronen) sowie Gitarrist Frank Norman Stubbs (Leatherface). Gemeinsam veröffentlichten sie 2011 die EP Nuclear Raped Fuck Bomb auf dem Major Label. Die EP wurde „CD der Woche“ in der Frankfurter Allgemeine.
Das Debütalbum Trüffelbürste folgte 2013. Es wurde mit insgesamt drei Schlagzeugern eingespielt. Neben Reents sind dies Armin Nagel (auch bei Kurt und Oma Hans) und Jakobus Durstewitz (JaKönigJa). Auch der Rest der Besetzung änderte sich. So stieß Keyboarderin Rebecca Oehms (auch Alte Sau) zur Gruppe dazu und Stubbs stieg aus. Die Band trat 2013 auf dem Fusion Festival auf.

## Musikstil
N.R.F.Bs Bandname sollte nach Rachut „schocken. Es sollten die schlimmsten und härtesten englischen Wörter sein, die es gibt und die im Rhythmus zusammenklingen“. Stilistisch handelt es sich um eine Mischung aus Punk und elektronischer Musik. Zudem setzt die Band auf den Wechselgesang zwischen Rachut und Hagmeister.

## Diskografie
- 2011: Nuclear Raped Fuck Bomb (EP, Major Label)
- 2013: Trüffelbürste (Staatsakt/Major Label)